# Las intermitencias de la muerte
Las intermitencias de la muerte es una novela escrita por el autor portugués José Saramago, ganador del Premio Nobel de Literatura en 1998. La novela fue publicada en 2005.
La obra parece encaminada hacia la reflexión sobre el miedo a perder la vida. También «sirve de pretexto para desenmascarar a la sociedad moderna [...] de incontables formalismos y actitudes hipócritas».

## Resumen de la obra
Ambientado en un país anónimo y en una fecha desconocida, el libro narra cómo a partir de la medianoche del 1 de enero nadie muere. Inicialmente, la gente celebra su victoria sobre la Muerte. Mientras tanto, las autoridades religiosas, los filósofos y los eruditos tratan de descubrir, sin éxito, por qué la gente dejó de morir. La Iglesia católica pasa a sentirse amenazada por este suceso, ya que pone en duda uno de los principales fundamentos de su dogma: el fallecimiento y resurrección de Jesucristo. Asimismo, los ciudadanos comienzan a disfrutar de su nueva inmortalidad.
Este gozo dura poco, ya que el fin de la muerte trae consigo varios retos financieros y demográficos. Los encargados de la salud pública sienten temor de que el sistema colapse debido al creciente número de personas incapacitadas y agonizantes que llenan los asilos y hospitales sin poder morir. Además, los dueños de funerarias temen que no tendrán más trabajo y se ven obligados a organizar entierros para animales.
Ofreciendo una solución para deshacerse de las personas al borde del fallecimiento que no pueden finalizar su ciclo vital, surge un grupo conocido como la maphia (usando la "ph" es para evitar confusión con la Mafia), el cual lleva a los moribundos al otro lado de la frontera del país, en donde mueren instantáneamente, ya que la muerte continúa trabajando en el resto del mundo. El negocio de la maphia crece tan rápido que aun el gobierno termina asociándose con los maphiosos, llegando casi a guerra con sus países vecinos.
La muerte emerge poco después como una mujer llamada muerte (el nombre en minúscula es para diferenciarla de la Muerte, la cual terminará con todo el universo). Ella anuncia, a través de un escrito que envía con una modalidad de transmisión a los medios de comunicación, que su experimento ha terminado y que la gente volverá a morir. Sin embargo, en un intento de suavizar la muerte de las personas, promete enviar una carta a aquellos que van a morir, dándoles una semana para que se preparen anticipadamente a su final. Estas crean el caos en el país, donde la gente tiene que enfrentar un destino inevitable.
A partir de este punto, la novela se enfoca en la relación de la muerte con un violonchelista que no muere. Cada vez que la muerte le envía su carta, esa regresa a la morada de la muerte inmediatamente. Esta descubre que, sin razón alguna, este hombre no murió cuando debería haberlo hecho. Aunque de modo incipiente se propone analizar a este misterioso hombre, la muerte se obsesiona con él al punto de tomar una forma humana sólo para conocerlo. Después de visitarlo, la misma planea entregarle la epístola. Sin embargo, se enamora del violonchelista y al hacerlo se convierte en un ser humano. Al día siguiente, nadie muere.

## Interpretación
La muerte es un personaje que va evolucionando a lo largo de la novela. Durante la primera parte de la narración, el papel que desempeña está establecido y es incuestionable. Es decir, ella sabe cuál es su función y no duda en realizar su tarea como debe, sin dar cabida a error. Pero el punto de inflexión en el personaje surge en la segunda parte de la novela, cuando una de sus cartas le es devuelta. Este hecho rompe con el orden que la mujer conoce y le hace dudar, por lo que se convierte en humana y comienza a experimentar una serie de sensaciones que hasta entonces no había sido capaz de sentir. El proceso de humanización de la Muerte es causado por el amor que siente hacia el músico al cual iba dirigida la carta que no llegaba a destino. Los sentimientos que experimenta la mujer son completamente nuevos para ella. Ante sí se abre un mundo desconocido, y con este, la duda. Lo mismo le sucede con la música. Tanto el arte como el enamoramiento dan paso al proceso de humanización. Esto se confirma cuando, en lugar de dejar simplemente la carta al violonchelista mientras este dormía, la mujer decide quemarla con una cerilla en lugar de con sus dedos, y volver al lado del músico para descansar, pues siente por primera vez la necesidad de dormir.
Ninguno de los personajes protagonistas tiene un nombre propio asignado. Tanto en la primera parte de la novela como en la segunda, los personajes que aparecen son nombrados por la profesión que desempeñan. Esta estrategia narrativa pone a la muerte y a los humanos en un mismo plano a ojos del lector, con lo cual es más fácil identificar a los personajes como “seres humanos”. En el caso de la muerte, como su función es interrumpida por su transformación en humana, el narrador utiliza dos términos para referirse a ella: muerte y mujer, ya que, sigue siendo la muerte, pero a la vez es una mujer más en el país.